# Lieshan
Lieshan är ett stadsdistrikt och säte för stadsfullmäktige i Huaibei i provinsen Anhui i östra Kina.
Lieshan är indelat i fyra stadsdelsdistrikt och tre köpingar.
Stadsdelsdistrikt (jiedao):

- Baishan (百善街道)
- Linhaitong (临海童街道)
- Renlou (任楼街道)
- Yangzhuang (杨庄街道)

Köpingar (zhen):

- Gurao (古饶镇)
- Lieshan (烈山镇)
- Songding (宋町镇)